# Jisha-bugyō
Un jisha-bugyō (寺社奉行) est un titre japonais du shogunat Tokugawa durant l'époque d'Edo du Japon.

## Rôle et statut
Les nominations à cette fonction de premier plan, conventionnellement traduit par « commissaire » ou « surveillant », se font toujours parmi les rangs des fudai daimyo, ce qui fait d'elle la plus inférieure des fonctions du shogunat dont l'accès est aussi limité.
Ce titre du bakufu désigne un fonctionnaire responsable de la supervision des sanctuaires shinto et des temples bouddhistes. La fonction de jisha-bugyō est considérée comme une position de rang supérieur, dont le statut est seulement légèrement inférieur à celui de wakadoshiyori mais au-dessus de tout autre bugyō.

## Liste (incomplète) desjisha-bugyō
- Ogasawara Nagashige (1691)
- Ōoka Tadasuke (1736-1751)[3]
- Kuze Hirochika (1843-1848)[4]
- Naitō Nobuchika (1844-1848)[5]
- Matsudaira Tadakata (1845)[6]
- Matsudaira Nobuatsu (1848-1885)[6]
- Andō Nobumasa (1852-1858)[7]
- Itakura Katsukiyo (1857-1859, 1861-1862)[8]
- Honjō Munehide (1858-1861)[9]
- Mizuno Tadakiyo (1858-1861)[10]
- Inoue Masanao (1861-1862)[8]
- Makino Tadayuki (1862)[11]
- Matsudaira Yasunao (1865)[6]